# Paracuellos de Jiloca

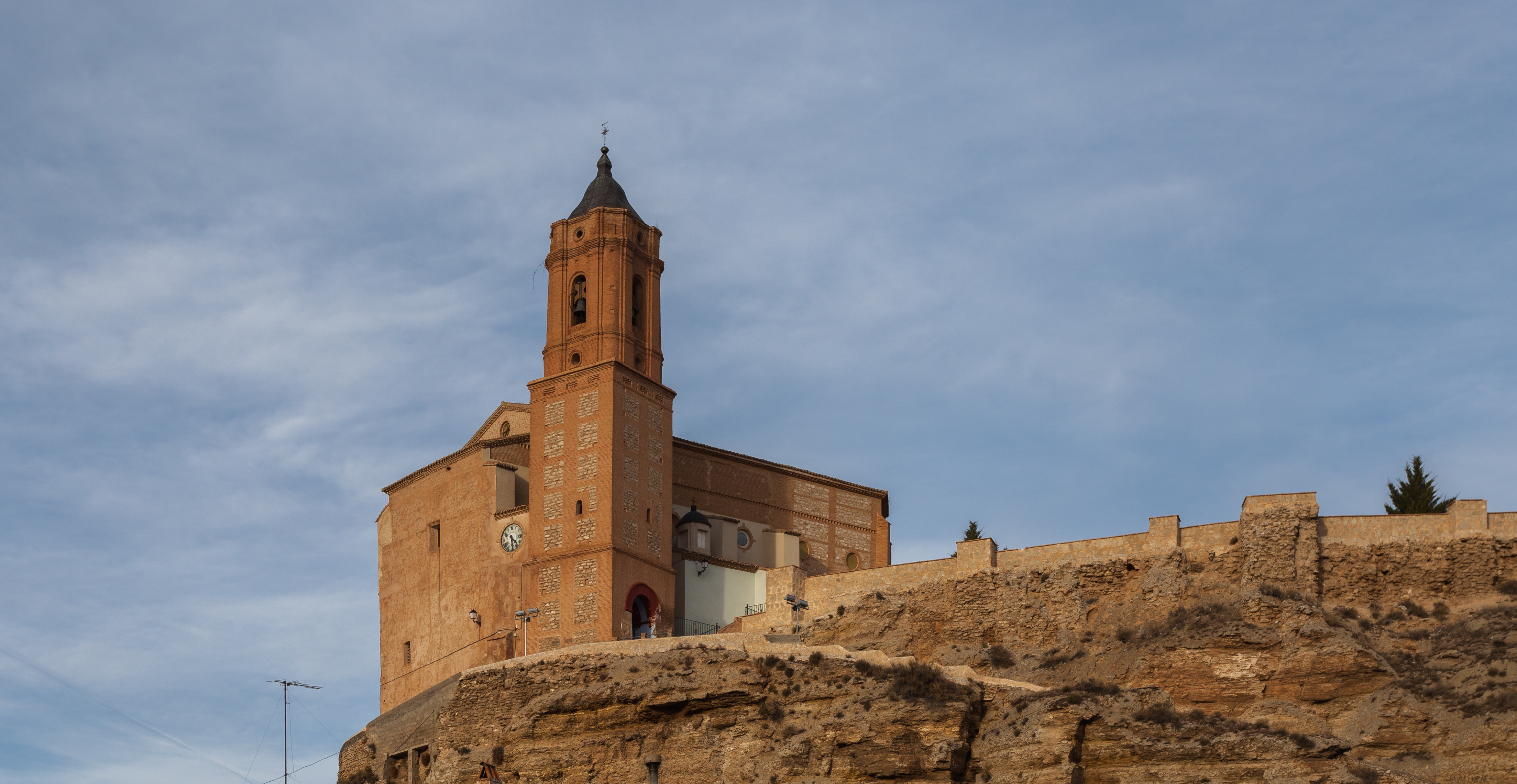
Iglesia de San Miguel.

Paracuellos de Jiloca es un municipio de España que está a 4,6 km de Calatayud, en la provincia de Zaragoza, comunidad autónoma de Aragón comunidad autónoma de Aragón.  Tiene un área de 32,22 km² con una población de 2368 habitantes (INE 2021) y una densidad de 17,59 hab/km². En el siglo XIX se descubrieron en la localidad manantiales de aguas sulfurosas y en la actualidad tiene en las cercanías del casco urbano un balneario. 
Tiene un relieve muy montañoso con bosques alrededor y la agricultura sigue teniendo un papel fundamental en la economía de la localidad.

## Geografía
Integrado en la comarca de Comunidad de Calatayud, se sitúa a 84 kilómetros de Zaragoza. El término municipal está atravesado por la carretera nacional N-234, entre los pK 253 y 255, además de por la carretera autonómica A-202, que une Calatayud con Munébrega.  
El relieve del municipio esta definido por el valle del río Jiloca y por un terreno ascendente desde ambas riberas del río integrado en el Sistema Ibérico. La altitud oscila entre los 842 metros (cerro de La Torrecilla), en el límite con La Vilueña, y los 550 metros a orillas del río Jiloca. El pueblo se alza a 586 metros sobre el nivel del mar. 
| Noroeste: Terrer    | Norte: Calatayud | Nordeste: Calatayud       |
| Oeste: La Vilueña   |                  | Este: Villalba de Perejil |
| Suroeste: Munébrega | Sur: Maluenda    | Sureste: Maluenda         |

## Historia
En el año 1081 el Cid campeador pasó por estas tierras, lo que hace que paracuellos de Jiloca se encuentre dentro de la ruta turística denominada el Camino del Cid. Tras la reconquista definitiva en 1120 por Alfonso I el Batallador, durante la Edad Media y todo el antiguo régimen, estuvo encuadrada dentro de la comunidad de aldeas de Calatayud en la sesma del río Jalón.

## Demografía
Paracuellos de Jiloca cuenta con una población de 607 habitantes (INE 2024).
| Gráfica de evolución demográfica de Paracuellos de Jiloca entre 1842 y 2021                                         |
| |
| Población de derecho según los censos de población del INE Población de hecho según los censos de población del INE |

## Administración y política
| 1979-1982 1982-1983 | José Luis Bernal de Francia Leoncio Bueno Cubero | UCD  |  |  |
| 1979-1982 1982-1983 | José Luis Bernal de Francia Leoncio Bueno Cubero | UCD  |  |  |
| 1983-1987           | Francisco Gumiel Durán                           | CDS  |  |  |
| 1987-1991           | Francisco Gumiel Durán                           | PSOE |  |  |
| 1991-1995           | Ramón Liébana García                             | PSOE |  |  |
| 1995-1999           | Fernando Sancho Durán                            | PAR  |  |  |
| 1999-2003           | José Ignacio Gállego Durán                       | AEPJ |  |  |
| 2003-2007           | José Ignacio Gállego Durán                       | PSOE |  |  |
| 2007-2011           | José Ignacio Gállego Durán                       | PSOE |  |  |
| 2011-2015           | José Ignacio Gállego Durán                       | PSOE |  |  |
| 2015-2019           | José Ignacio Gállego Durán                       | PSOE |  |  |
| 2019-2023           | José Ignacio Gállego Durán                       | PSOE |  |  |
| 2023-               | Anton zampon                                     | PSOE |  |  |

| Partido político    | Partido político                                   | 1999   | 2003   | 2007   | 2011   | 2015   | 2019   | 2023   |
| Partido político    | Partido político                                   | Ediles | Ediles | Ediles | Ediles | Ediles | Ediles | Ediles |
|                     | Partido de los Socialistas de Aragón (PSOE-Aragón) | 1      | 4      | 5      | 5      | 5      | 5      | 4      |
|                     | Partido Popular de Aragón (PP)                     | 2      | 3      | 1      | 1      | 1      | 0      | 3      |
|                     | Partido Aragonés (PAR)                             | 1      | —      | 1      | 1      | 1      | 2      | 0      |
|                     | AEPJ                                               | 3      | —      | —      | —      | —      | —      | —      |
|                     | Vox                                                | —      | —      | —      | —      | —      | —      | 0      |
| Total de concejales | Total de concejales                                | 7      | 7      | 7      | 7      | 7      | 7      | 7      |

## Fiestas
Sus fiestas mayores se celebran en honor de Santa Eulalia y Santa Lucía, del 9 al 13 de diciembre. El 3 de mayo (la Cruz de Mayo) con una romería a la ermita de la Santa Cruz donde se va a pasar el día desde por la mañana hasta por la tarde. Más adelante, el 13 de junio se celebra San Antonio donde se celebra una subasta de regalos y animales en la plaza del pueblo. El 16 de agosto (festividad de San Roque) se celebra una romería a su ermita que se encuentra en mitad de la vega. Desde hace 5 años en el último fin de semana de julio se han popularizado las "fiestas del Colladillo" y las fiestas de San Gregorio (9 de mayo), organizadas por los jóvenes del pueblo con un almuerzo y comida popular en el peirón del santo